# ناحیه برج امیر عبدالقادر
ناحیه برج امیر عبدالقادر (به عربی: دائرة برج الأمیر عبد القادر) یک ناحیه در الجزایر است که در استان تسمسیلت واقع شده‌است. ناحیه برج امیر عبدالقادر ۱۰٬۹۹۳ نفر جمعیت دارد.